# Turritellopsis stimpsoni
Turritellopsis stimpsoni is een slakkensoort uit de familie van de Mathildidae. De wetenschappelijke naam van de soort is voor het eerst geldig gepubliceerd in 1919 door Dall.